# Частотно-разрешённое оптическое стробирование

Схема FROG aka pepe

Частотно-разрешённое оптическое стробирование (англ. Frequency-resolved optical gating (FROG)) — способ измерения сверхкоротких лазерных импульсов, длительность которых варьируется от субфемтосекунд до наносекунд. Изобретенная в 1991 году Риком Требино (Rick Trebino) и Дэниелом Дж. Кейном (Daniel J. Kane), техника FROG стала первым решением этой проблемы, сложность которой заключается в том, что для получения временной развёртки какого-либо процесса требуется соотносить его со значительно более короткими процессами. Например, чтобы снять лопание мыльного пузыря, требуется создавать вспышки света более короткой длительности, чтобы «заморозить» действие. Поскольку сверхкороткие лазерные импульсы и есть самые короткие события из когда-либо созданных, до изобретения FROG считалось, что их полное измерение во времени невозможно. FROG решает эту проблему путём измерения «автоспектрограммы» импульса, которая получается в результате взаимодействия в нелинейной среде импульса со своей копией, сдвинутой по времени. Восстановление импульса по его FROG-образу осуществляется с помощью двумерного алгоритма фазового извлечения.
В настоящее время FROG является стандартным методом анализа сверхкоротких лазерных импульсов, заменив старый метод автокорреляции (англ.), который давал приблизительную оценку для длины импульса. По сути, FROG является алгоритмом автокорреляции со спектральным разрешением, что позволяет использовать алгоритм фазового извлечения для получения точной временной развёртки интенсивности и фазы импульса. Существенным преимуществом FROG является то, что эта техника не требует опорного импульса. FROG широко используется в научно-исследовательских и промышленных лабораториях по всему миру.

## Базовая теория
Общая идея методов FROG и автокорреляции состоит в объединении импульса с собой в нелинейной среде. Поскольку полезный сигнал в нелинейной среде будет производиться, только если оба импульса присутствуют одновременно, то, меняя задержку между импульсом и его копией, можно получить оценку длительности импульса. Автокорреляторы измеряют импульс по интенсивности нелинейного сигнала. При этом пропадает информация о фазе и существенно искажается информация о форме импульса. FROG же измеряет спектр сигнала (отсюда название — «частотно-разрешенное») в зависимости от времени задержки, а не только его интенсивность. Это измерение создает спектрограмму импульса, которая может быть использована для определения сложного электрического поля в зависимости от времени или частоты, если известна нелинейность среды.
Спектрограмма FROG (обычно называется «FROG trace») представляет собой график интенсивности в зависимости от частоты {\displaystyle \Omega } и задержки {\displaystyle \tau }. Нелинейный сигнал легче выразить во временной области, поэтому типичное выражение для FROG-образа включает преобразование Фурье.
{\displaystyle I_{FROG}(\omega ,\tau )=\left|E_{sig}(\omega ,\tau )\right|^{2}=\left|FT[E_{sig}(t,\tau )]\right|^{2}=\left|\int _{-\infty }^{\infty }E_{sig}(t,\tau )e^{-i\omega t}dt\right|^{2}}
Нелинейный сигнал {\displaystyle E_{sig}(t,\tau )} зависит от исходного импульса, {\displaystyle E(t)}, а также от задержанного импульса {\displaystyle E_{gate}(t,\tau )=E(t-\tau )}. Наиболее просто использование ГВГ, что дает {\displaystyle E_{sig}(t,\tau )=E(t)E_{gate}(t,\tau )=E(t)E(t-\tau )}. Таким образом, выражение для FROG-образа через электрическое поле импульса:
{\displaystyle I_{SHGFROG}(\omega ,\tau )=\left|\int _{-\infty }^{\infty }E(t)E(t-\tau )e^{-i\omega t}dt\right|^{2}}
Есть множество вариаций данной схемы. Так, вместо копии неизвестного пучка можно использовать известный опорный импульс в качестве строб-импульса. Это называется XFROG, или взаимнокоррелированное FROG (в отличие от автокоррелированного). Кроме того, помимо генерации второй гармоники могут быть использованы другие нелинейные эффекты, например, генерации третьей гармоники (ГТГ) и другие. Эти изменения повлияют на выражение {\displaystyle E_{gate}(t,\tau )} .

## Практическая реализация
В типичной установке FROG для серийной съёмки измеряемый импульс делится на две копии светоделительной пластиной. Один из пучков задерживается на известную величину по отношению к другому. Оба импульса фокусируются в точку нелинейной среды (нелинейный кристалл), а сигнал на выходе кристалла измеряется с помощью спектрометра. Этот процесс повторяется для различных времен задержки.
Измерение FROG может быть выполнено на одном снимке с некоторыми незначительными изменениями. Два разделённых пучка пересекаются под углом и фокусируются в линию вместо точки. Это создает различную задержку между двумя импульсами вдоль линии фокуса. В этой конфигурации обычно используют самодельный спектрометр, состоящий из дифракционной решетки и камеры.

## Алгоритм обработки
Для обработки FROG-образа обычно используется метод обобщённых проекций (англ. generalized projections). Хотя его теоретическая сложность и является источником некоторых недоразумений, а также некоторого недоверия к нему со стороны учёных, в технике FROG он показал свою надёжность. Подробную информацию можно найти здесь.
Для понимания алгоритма обработки можно заметить следующее: полученные данные содержат гораздо больше точек, чем строго необходимо для нахождения параметров импульса. Пусть, например, FROG-образ состоит из 128 точек по задержке и 128 точек по частоте. Электрическое поле же задается 128 точками амплитудной и 128 точками фазовой зависимости от времени. Таким образом, получаем систему из 128х128 уравнений с 2х128 неизвестными. Система существенно переопределена, что положительно сказывается на точности измерения и надёжности результата.
Как правило, алгоритмы обработки FROG-образов подразумевают «обратную связь» — после получения поля {\displaystyle E(t)} по нему восстанавливают FROG-образ и сравнивают его с фактически измеренным. В случае сильных различий приходится искать причины, основными из которых являются:
- нестабильность пучка (существенное различие между параметрами пучков в серии импульсов);
- расстройка экспериментальной установки;
- пространственно-временные искажения импульса.

### Техники FROG
- GRENOUILLE[англ.], упрощенная версия FROG.
- Double-Blind_FROG[англ.], для одновременного измерения двух импульсов.

### Альтернативные методы
- SPIDER[англ.] — спектрально-фазовая интерферометрия для восстановления непосредственного электрического поля.
- MIIPS[англ.] — многофотонное интерференционное сканирование фазы, метод управления сверхкороткими импульсами.